# Voluntary Human Extinction Movement
Voluntary Human Extinction Movement (Ruch na rzecz dobrowolnego wymarcia ludzkości lub VHEMT) – amerykańska organizacja antynatalistyczna i ekologiczna. Proponuje, aby ludzkość sama zorganizowała swoje spokojne wyginięcie. Ludzkość ma to jednak osiągnąć nie poprzez wojny, przemoc, samobójstwa czy przymus, lecz poprzez antykoncepcję czy dobrowolną sterylizację. Członkowie ruchu uważają, że za wszystkie ekologiczne problemy ziemi i wymieranie innych gatunków odpowiedzialna jest nadmierna konsumpcja. Założycielem organizacji jest amerykański aktywista Les U. Knight, który sam wysterylizował się w wieku 25 lat. Najpierw był członkiem organizacji Zero Population Growth, a później doszedł do wniosku, że najlepszym rozwiązaniem dla biosfery będzie wymarcie gatunku ludzkiego. Organizacja została założona w 1991 roku. Hasłem organizacji jest: „Żyjmy długo, a potem wymrzyjmy”. VHEMT nie zrzesza członków formalnie, propaguje swoje idee głównie za pośrednictwem Internetu i poprzez udział Knighta w konferencjach ekologicznych na całym świecie. Ważny jest także newsletter, do którego według różnych szacunków należy od 200 do 400 osób. Ruch wzbudził jednak zainteresowanie mediów, świata naukowego i organizacji religijnych. Pomysł dobrowolnego wymarcia ludzkości został skrytykowany przez rzymskokatolicką archidiecezję Nowego Jorku. „The Economist” uznał pomysł za niemożliwy do wprowadzenia i stwierdził, że dla ratowania biosfery niepotrzebne jest wymarcie ludzkości. Brian Bethune na łamach kanadyjskiej gazety „Maclean's” uznał pomysł za „tak samo absurdalny, jak niemożliwy do osiągnięcia”.